# 그레이터아크라주

그레이터아크라주

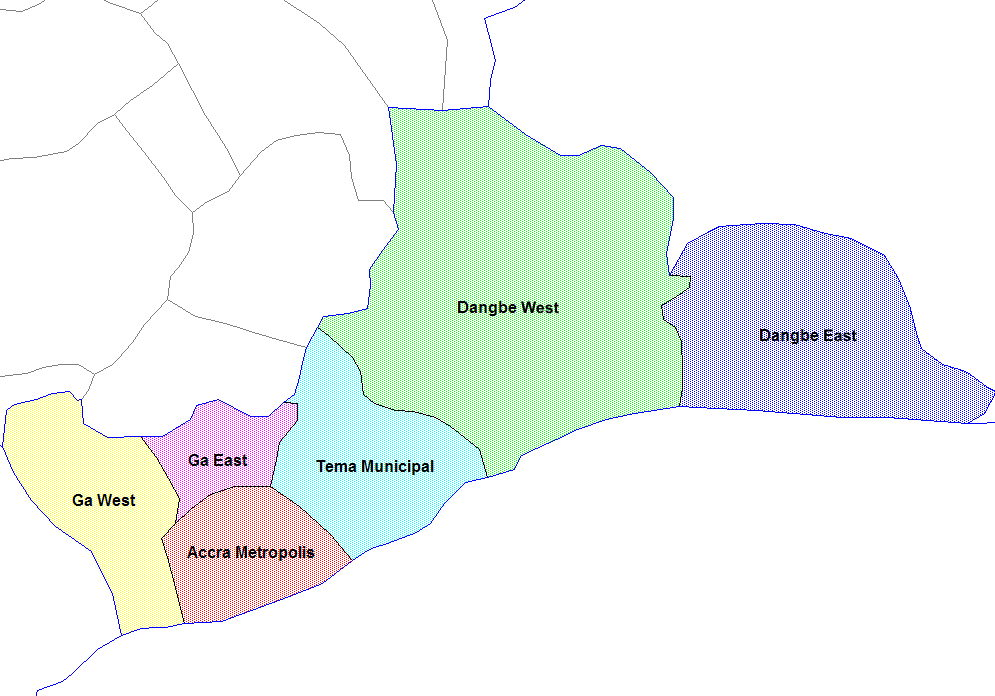
그레이터아크라주의 군

그레이터아크라주(Greater Accra Region)는 가나 남동부에 위치한 주로, 주도는 아크라(가나의 수도)이며 인구는 2,905,726명(2000년 기준), 면적은 3,245km2이다. 10개 군을 관할한다.

## 인구
| 연도    | 인구      | ±%      |
| ------- | --------- | ------- |
| 1984    | 1,431,099 | —       |
| 2000    | 2,905,726 | +103.0% |
| 2010    | 4,010,054 | +38.0%  |
| 2019    | 4,943,100 | +23.3%  |
| source: |           |         |